# 상벌교육
상벌교육은 교육자가 본인이 학습시키는 해당 학습자에게 맡겨진 과제나 학습목표등을 올바르게 또는 열심히 수행한 자에게는 그에 따른 적절한 보상을 주되, 그렇지 못한 학습 대상자에게는 그에 상응하는 벌을 주는 교육 방식이다.
이 교육방식은 학교, 학원, 과외, 공부방등 거의 모든 교육에 쓰인다.

## 상벌교육의 종류
다음은 상벌교육 중 보상을 주는 교육과 벌을 주는 교육의 종류이다.

### 보상을 주는 교육 방식의 종류
- 칭찬을  하는 것
- 간식 등의 음식물을 주는 것
- 일정 시간, 기간 동안 숙제나 과제를 줄여주거나 안 내주는 것
- 교육기관을 일정 기간 동안 안 나오고 쉬게 해 주는 것

### 벌을 주는 교육 방식의 종류
- 야단(욕설)을 하는 것
- 매를 드는 것 (체벌)

(현재 모든 체벌 (즉 직접체벌과 간접체벌은 한국에서 현행법상 금기 상태로 알려져 있다.)
- 취미생활 등을 일정한 제한을 두거나 자체 통제하는 것

## 같이 보기
- 상벌상쇄
- 알프레드 아들러
- 미움받을용기